# Francis Godolphin of Godolphin

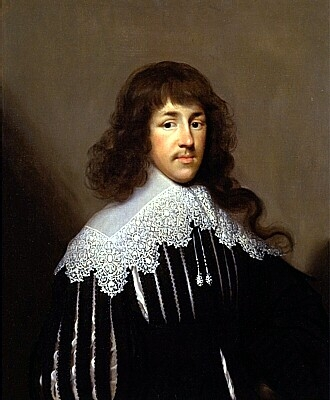
Francis Godolphin, 1633

Sir Francis Godolphin of Godolphin (* 25. Dezember 1605; † 22. März 1667) war ein englischer Adliger und Royalist.

## Leben
Francis Godolphin war der älteste Sohn von Sir William Godolphin (1567–1613), Gutsherr von Godolphin House in Cornwall. Die alte Familie Godolphin, deren Reichtum vom Zinnbergbau herrührte, konnte ihre Stammlinie bis in die Zeit der normannischen Eroberung Englands 1066 durch Wilhelm den Eroberer zurückführen. Er hatte zwei jüngere Brüder, Sidney Godolphin (1610–1643) und William Godolphin (1611–1636).
Von 1625 bis 1626 und beim Langen Parlament von 1640 war er als Abgeordneter für das Borough Helston in Cornwall Mitglied des House of Commons. Er war gut bekannt mit Thomas Hobbes, der das Vorwort seiner staatstheoretischen Schrift Leviathan direkt an ihn richtete. Im Englischen Bürgerkrieg kämpfte er auf Seiten der royalistischen Truppen für König Karl I. Nachdem sein Bruder Sidney 1643 bei Kämpfen in der Grafschaft Devon gefallen war, folgte er ihm als Gouverneur der Scilly-Inseln nach und half bei der Verteidigung der Inseln gegen die Parlamentarier. Nach der Gefangennahme des Königs handelte er für die Scilly-Inseln eine ehrenvolle Kapitulation heraus.
In der Zeit der Stuart-Restauration ab 1660 wurde er noch einmal für Helston ins Parlament gewählt. Im Rahmen der Krönung von Karl II. wurde er zum Knight of the Bath geschlagen und führte fortan das Prädikat „Sir“. 
Mit Dorothy Berkley, mit der er seit 1634 verheiratet war, hatte er insgesamt dreizehn Kinder. Sein Sohn Sidney Godolphin wurde später der 1. Earl of Godolphin und war mehrmals Lord High Treasurer. Francis Godolphin of Godolphin verstarb 1667 im Alter von 61 Jahren.